# Lupinus formosus
Lupinus formosus är en ärtväxtart som beskrevs av Edward Lee Greene. Lupinus formosus ingår i släktet lupiner, och familjen ärtväxter.

## Underarter
Arten delas in i följande underarter:
- L. f. bridgesii
- L. f. clemensae
- L. f. elatus
- L. f. formosus
- L. f. hyacinthinus
- L. f. robustus